# Ludwik Pius Bartosik
Ludwik Pius Bartosik OFMConv (ur. 21 sierpnia 1909 w Kokaninie, zm. 13 grudnia 1941 w Auschwitz) – polski prezbiter, franciszkanin konwentualny z Niepokalanowa, redaktor „Rycerza Niepokalanej”, błogosławiony Kościoła katolickiego.

## Życiorys
Ludwik Bartosik urodził się w ubogiej rodzinie we wsi Kokanin koło Kalisza, a w wieku siedemnastu lat wstąpił do Zakonu Braci Mniejszych Konwentualnych. Otrzymał imiona zakonne Pius Maria. Po odbyciu nowicjatu w Kalwarii Pacławskiej, podjął studia teologiczne w Krakowie. Święcenia kapłańskie przyjął w 1935 roku, a w rok później został zastępcą św. Maksymiliana, pełniąc jednocześnie obowiązki redaktora „Rycerza Niepokalanej”, „Rycerzyka” oraz kwartalnika „Milles Inmmaculate”.
19 września 1939 roku został aresztowany i przebywał w obozach Lamsdorf, Amtitz i w Ostrzeszowie. 17 lutego 1941 roku został aresztowany przez Gestapo razem z ojcem Maksymilianem i przewieziony na Pawiak. Do niemieckiego obozu koncentracyjnego Auschwitz został przetransportowany jako więzień numer 12832. W obozie wielokrotnie bity i maltretowany niósł pomoc duchową współwięźniom. Zmarł w szpitalu obozowym w nocy z 12 na 13 grudnia 1941 roku.

Po trzymiesięcznym przybywaniu w obozach jego dewizą stało się stwierdzenie:

Dotychczas pisaliśmy i mówiliśmy innym, jak należy znosić cierpienie – teraz musimy sami praktycznie to przejść, bo w przeciwnym razie co warte byłyby nasze słowa”.

Otoczony za życia opinią świętości, w obozie Auschwitz-Birkenau nazywany apostołem cierpienia.

Beatyfikowany przez papieża Jana Pawła II w Warszawie 13 czerwca 1999 w grupie 108 polskich męczenników.